# COLR
COLR (ang. Connected Line identification Restriction) – blokada wyświetlania numeru pod który się dodzwoniono.
Usługa COLR polega na tym, że osoba, która się do nas dodzwoniła, nie dostanie informacji o tym pod jaki konkretnie numer się dodzwoniła. Przykład: Obsługa klienta - abonent dzwoni na numer firmowy, po czym zostaje przekierowany pod numer lokalnego przedstawiciela. Dzwoniący nie musi (lub nie powinien) znać numeru telefonu przedstawiciela, ponieważ oficjalnym numerem jest jeden główny numer firmowy.